# Jules-Cyrille Cavé
Jules-Cyrille Cavé (4 Janvier 1859 – 12 Mai 1949) est un peintre français.  

## Biographie
Jules-Cyrille Cavé est né à Paris. Il a étudié avec Tony Robert-Fleury, peintre de genre historique et professeur à l'académie Julian et, avec William-Adolphe Bouguereau, un des grands peintres de salon du XIXe siècle. Bouguereau a été d'une grande influence sur la carrière de Cavé tant en termes de style qu'en termes de choix et traitement des sujets. 
En 1885, à l'âge de 26 ans, Cavé prend part au Salon, il y exposera chaque année. Il y expose principalement des sujets floraux et des portraits ou des compositions historiques dont Martyre aux catacombes (1886), Première gelée (1891), Moisson de fleurs (1899), Fleurs des Champs (1905), et deux portraits de femmes (1909) sont attestés. Cavé eut du succès dès 1886 lorsqu'il reçut la médaille de 3ème classe pour son Martyre aux catacombes. À partir de 1887 il devient membre de la Société des Artistes Français et du comité de la Fondation Taylor. Il reçut d'autres récompenses et de médailles de bronze en 1889 et 1900. Il a peint des portraits, sujets sacrés ou allégoriques dans le style des salons, des jeunes filles scènes de genre et natures mortes.
Ses portraits de jeunes filles, dans le style de Bouguereau connurent du succès en France et aux Etats-Unis.

## Galerie

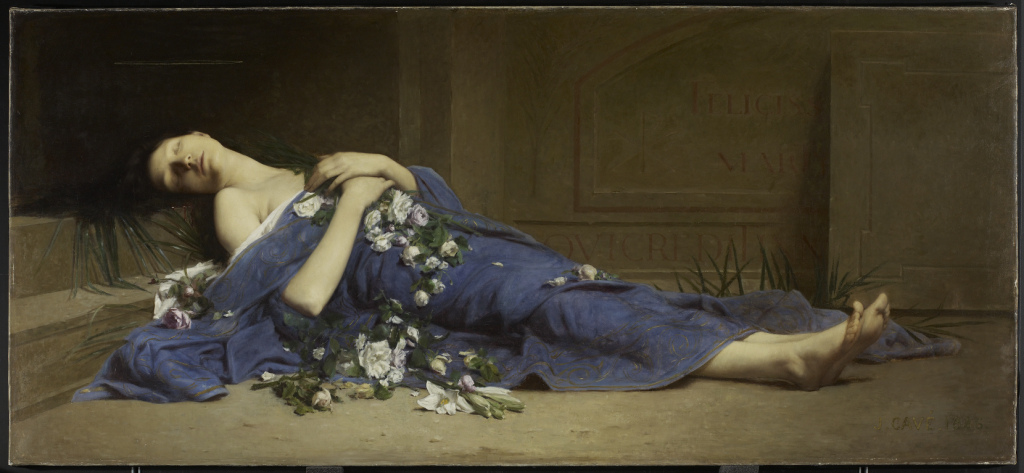
Martyr aux catacombes, 1886

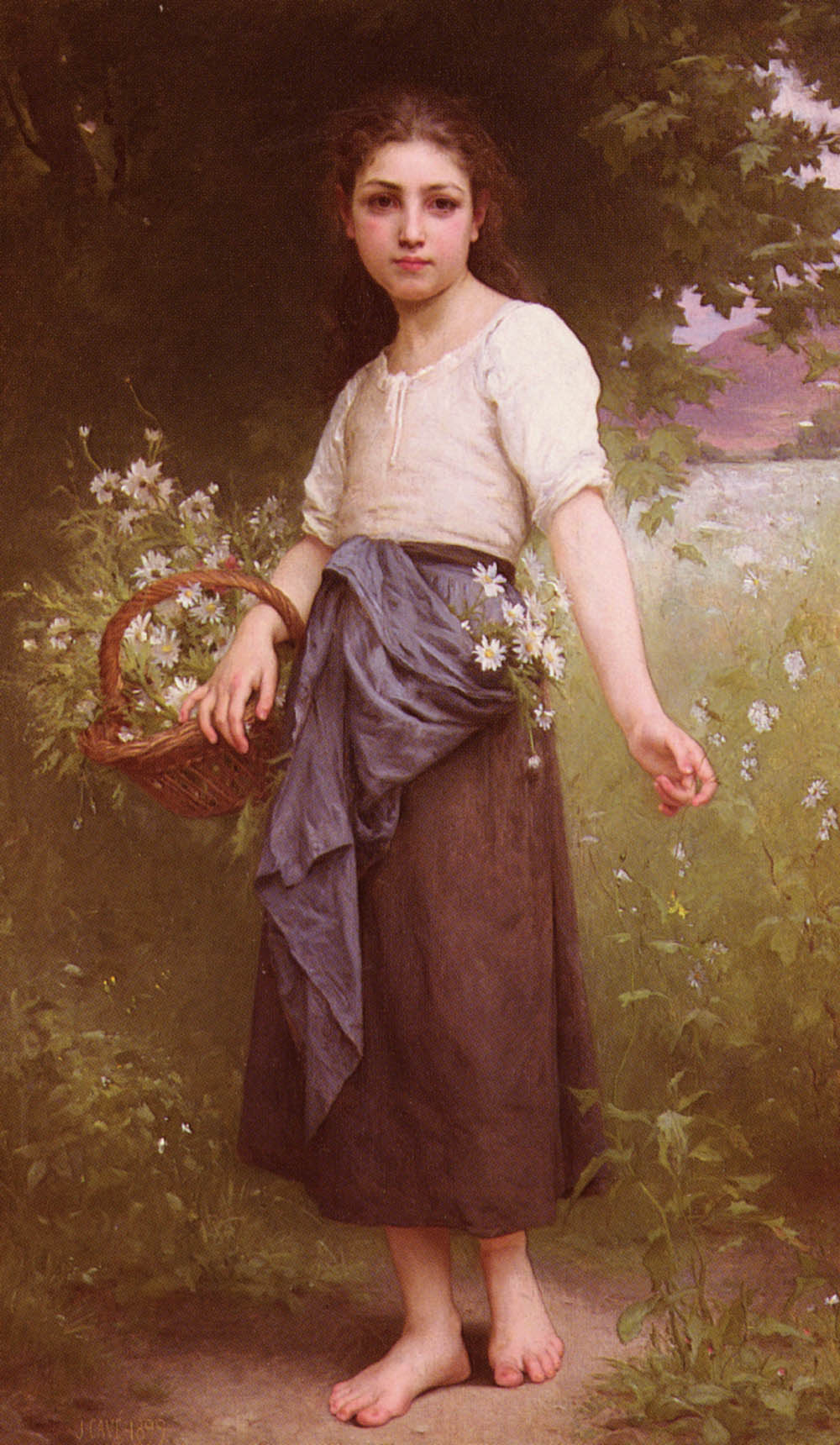
Cueillette des marguerites, 1899
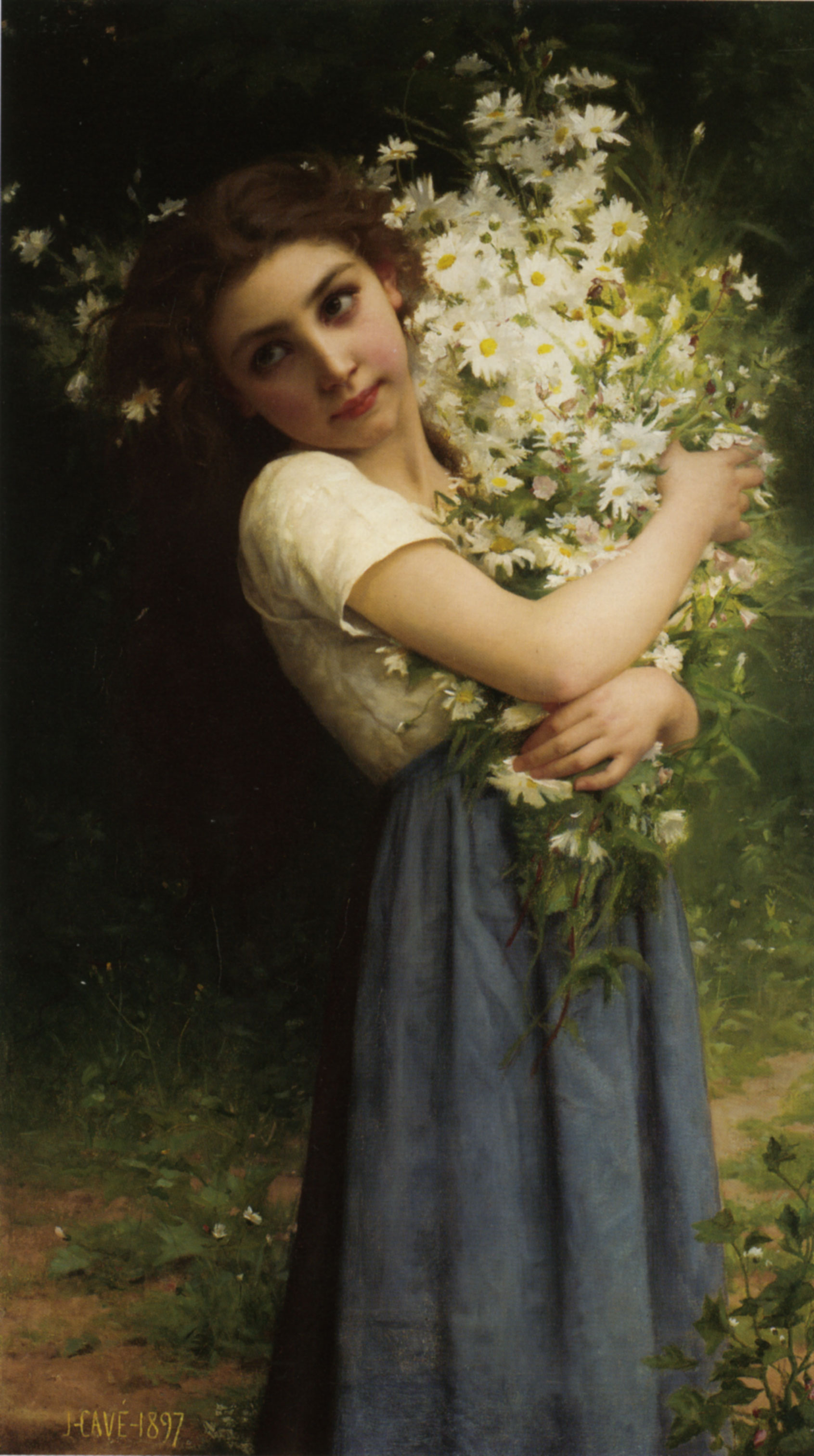
La fille aux fleurs, 1897
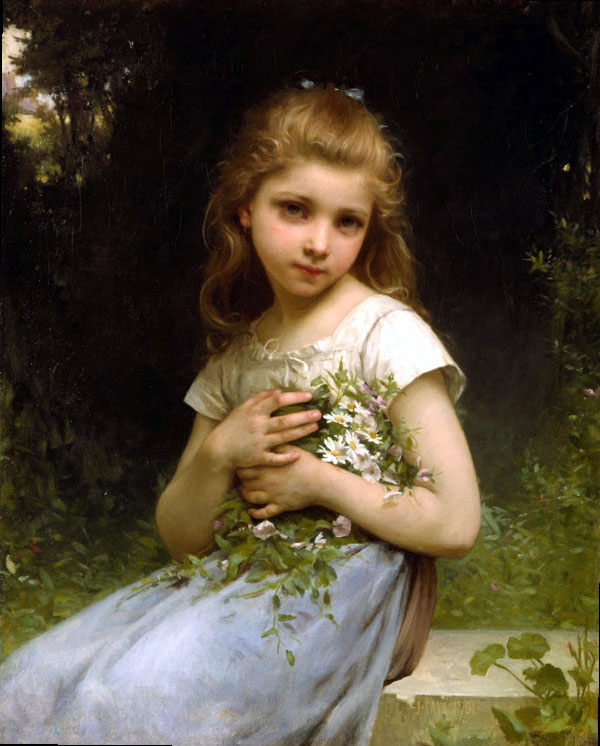
Mes marguerites, 1901
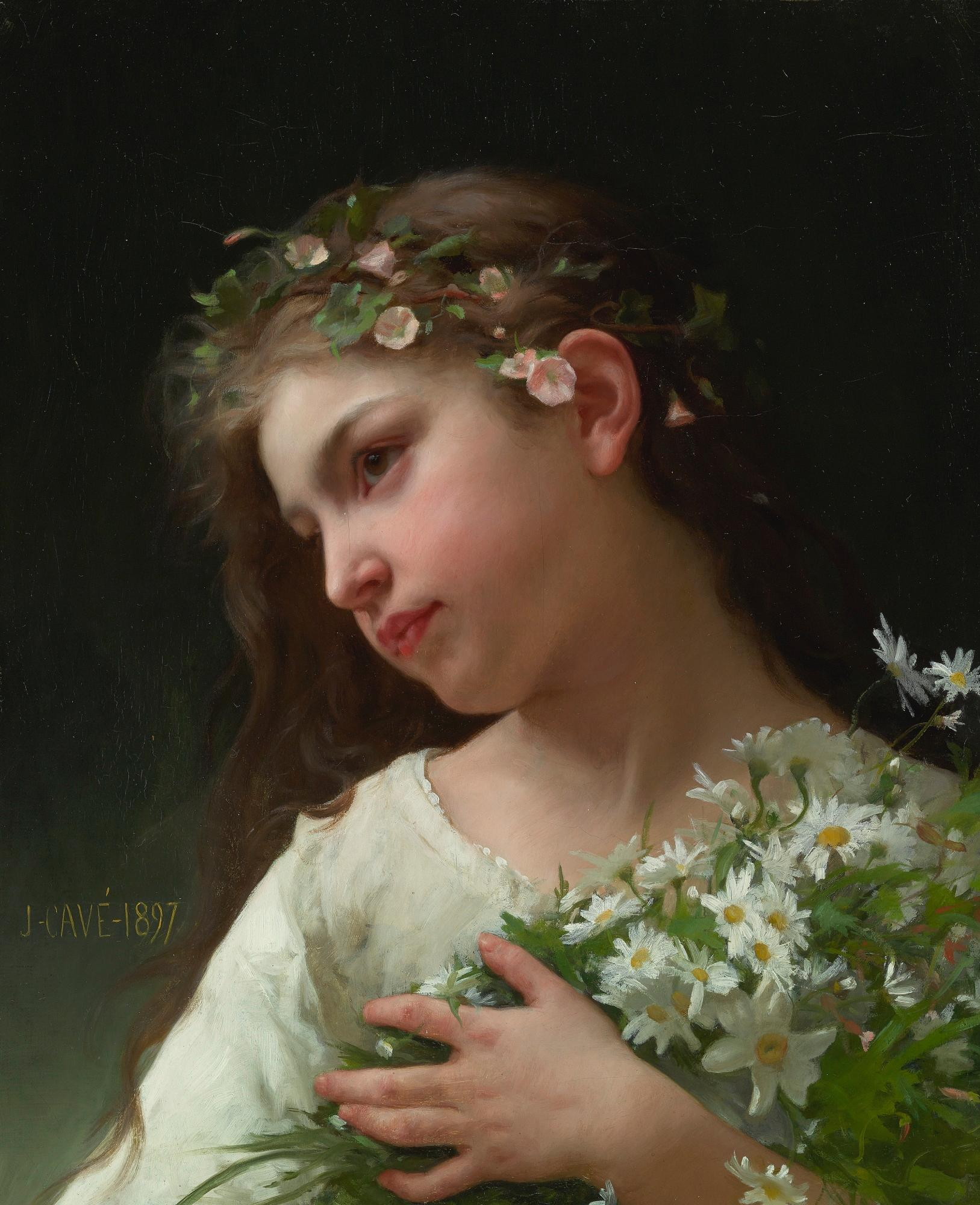
Fille au bouquet de marguerites, 1897